# Cymosafia pumilia
Cymosafia pumilia là một loài bướm đêm trong họ Noctuidae.